# زمین‌لرزه ۲۰۰۹ لاکوئیلا
زمین‌لرزه لاکوئیلا  در تاریخ ۶ آوریل ۲۰۰۹ میلادی، برابر با ‎۱۷ فروردین ۱۳۸۸، ساعت ۱:۳۲:۳۹٫۰۰ به زمان یوتی‌سی در ایتالیا ، منطقه لاکوئیلا رخ داد. ژرفای این زلزله ۸٫۸ کیلومتر بود. بزرگی آن ۶٫۳ در مقیاس Mw بدست آمده‌است.
شمار کشتگان نزدیک به ۲۹۵ نفر گزارش شده‌است.